# Raeren
Raeren és un municipi belga de la província de Lieja a la regió valona i a la Comunitat Germanòfona de Bèlgica a la frontera oriental amb Alemanya. El 2008 tenia uns 10312 habitants dels quals gairebé la meitat són de nacionalitat alemanya.

## Història

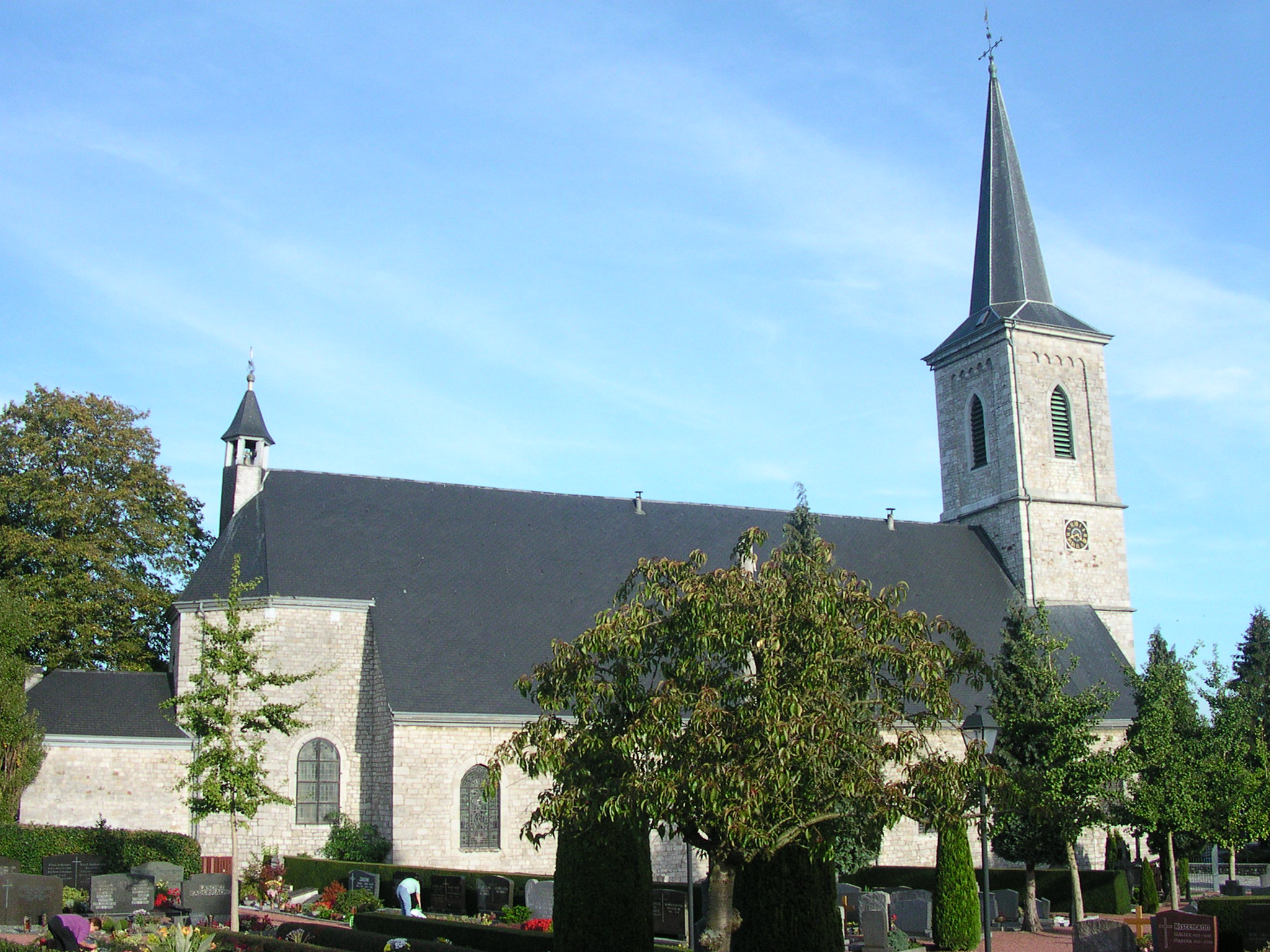
Església de Sant Nicolau

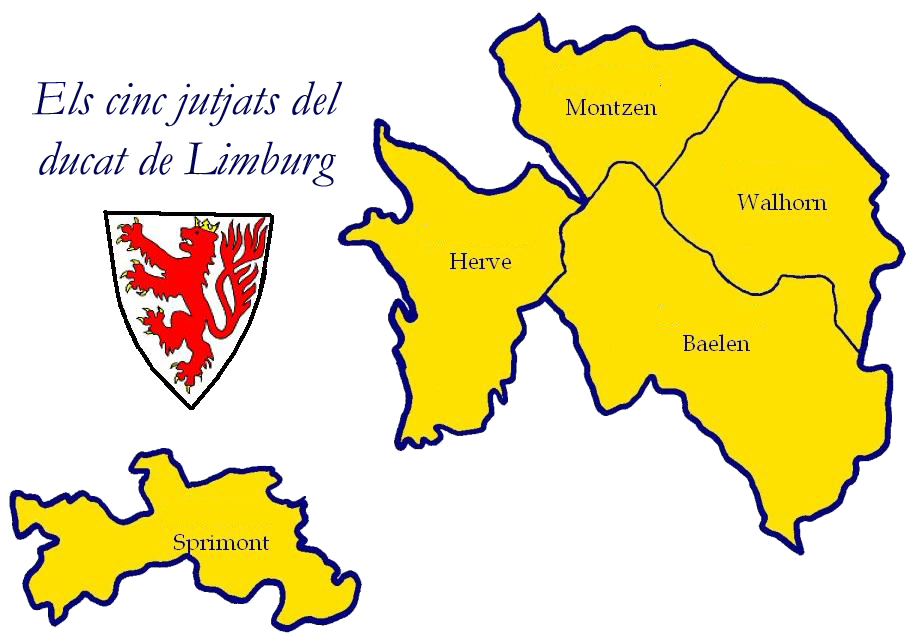
Els cinc jutjats de Limburg

El primer esment de Neudorf data del 1241 en un en un document de la col·legiata de la Mare de Déu d'Aquisgrà, el primer esment de Raeren data del segle xiv. Després del Congrés de Viena el 1815, Raeren passà sota domini prussià. Després del tractat de Versalles (1919) va escaure a Bèlgica tret del nucli de Sief. El 1940, l'Alemanya Hitleriana va tornar a annexar el municipi. El 1945 el municipi tornarà a ser belga. L'1 de gener de 1977 va fusionar amb Eynatten, Hauset i Neudorf.
Fins a la fi de l'antic règim Raeren pertanyia al jutjat de Walhorn del ducat de Limburg.

## Llengua
A l'origen, la llengua del poble era el ripuàric. Després de l'annexió a Prússia, l'administració imperial va imposar l'alemany de força. A l'inici del període belga, l'estat belga va assetjar de francitzar-lo de força. Després de la creació de les fronteres lingüístiques a Bèlgica el 1962, la llengua oficial del municipi va esdevenir l'alemany, amb facilitats per a la gent de parla francesa. Molts alemanys de la regió d'Aquisgrà, van emigrar a Raeren, després de l'obertura de les fronteres europeus, atrets per als preus de l'immobiliari més baixos. Això va contribuir a la marginalització del ripuàric.

## Economia
Al segle xvi i XVII el poble era conegut per a la seva indústria ceràmica, els productes de la qual, per exemple gerros de gres bru o gris, apareixen a molts bodegons flamencs i neerlandesos de l'època. Aquesta indústria desaparegué arran d'una ocupació francesa, sota la qual es prohibí la tala d'arbres, la fusta dels quals servia de carburant per als forns, i la importació de sal, indispensable per a l'esmalt de la ceràmica.
Avui, a més d'una intensa activitat ramadera, té unes indústries modernes: Norsk Hydro (alumini), fàbriques de mobles i de plàstics. S'hi troba igualment una petita casa editorial destacada Pabst & Pesch que té la particularitat d'especialitzar-se en traduccions de literatura alemanya en català i vice versa per tal de promoure el coneixement recíproc dels països catalans i de la comunitat germanòfona de Bèlgica.
Als despatxos de l'antiga duana d'Eynatten a l'autopista E40, esdevinguts obsolets després de l'Acta Única Europea, la societat de desenvolupament econòmic de la província de Lieja SPI+ va crear un polígon industrial i de serveis logístics.

## Nuclis
- Raeren
- Eynatten
- Hauset
- Neudorf

## Punts d'interès turístic

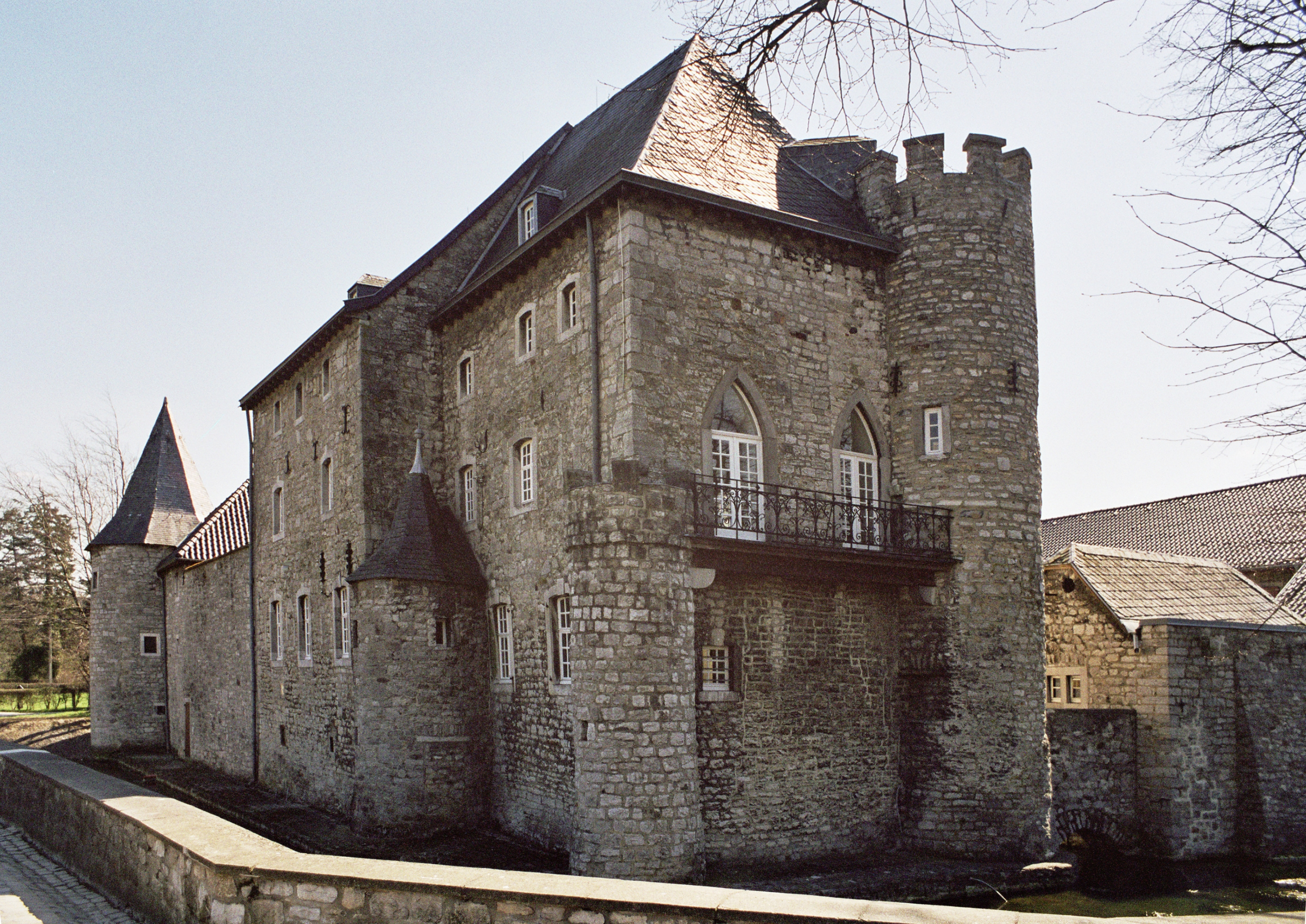
Castell fortificat Burg Raeren

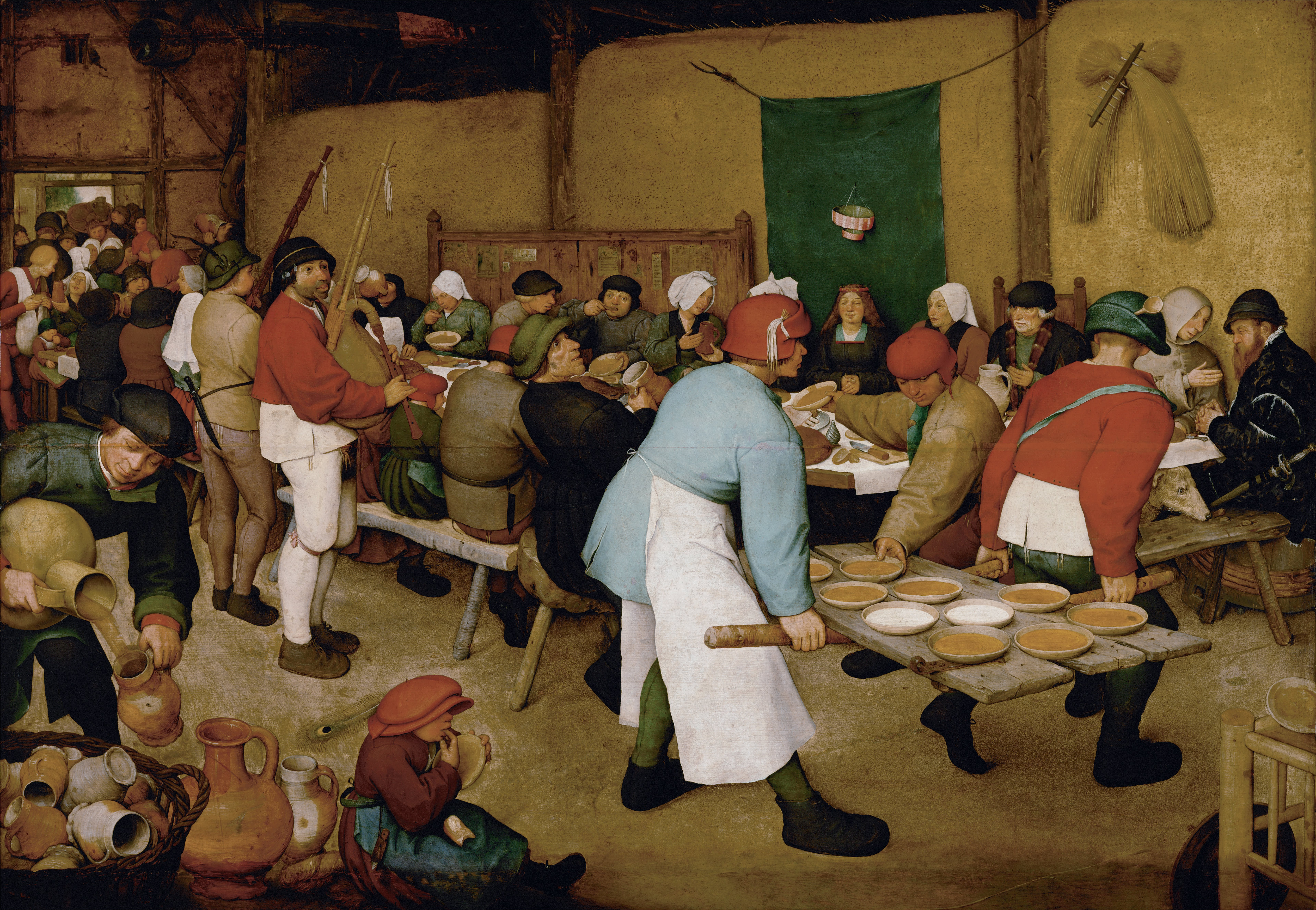
Ceràmica de Raeren a una pintura de Pieter Brueghel el Vell

- Els aiguamolls i torberes altes de l'Hohes Venn o Hautes Fagnes
- La Vennbahn, un ferrocarril històric, territori belga enclavat a Alemanya
- L'estació de Raeren i la col·lecció de material rodat històric
- El castell fortificat Burg Raeren
- El museu de la ceràmica  Töpfereimuseum Raeren (Web del museu), Patrimoni de la Humanitat des del 8 de maig de 2007